# جان شلمبرجير
جان شلمبرجير (بالإنجليزية: Jean Schlumberger)‏ (26 مايو 1877 - 25 أكتوبر 1968) هو كاتب وصحفي فرنسي. ولد في بلدة غابفيلار في فرنسا، وتوفي في باريس.

## روابط خارجية
- جان شلمبرجير على موقع IMDb (الإنجليزية)
- جان شلمبرجير على موقع مونزينجر (الألمانية)
- جان شلمبرجير على موقع قاعدة بيانات الفيلم (الإنجليزية)